# Il richiamo (film 1921)
Il richiamo è un film del 1921 diretto da Gennaro Righelli.